# Директива о праве следования
Директива Европейского парламента и Совета ЕС № 2001/84/ЕС от 27.09.2001 г. о праве (следования) перепродажи в интересах автора оригинала произведения искусства является директивой Европейского Союза в области авторского права, сделанной в рамках внутреннего рынка согласно положениям Римского договора.
Директива принята 27 сентября 2001 года, вступила в силу 13 октября 2001 года.
Директива требует от государств «обеспечение авторов оригинального произведения искусства правом следования (перепродажи), которое являлось бы неотчуждаемым, не могло быть передано или отменено, гарантию получения автором гонорара, основанного на сумме, полученной от перепродажи произведения, следующей за первой передачей произведения автором».
Это право, часто называют французским выражением droit de suite, оно появилось в Бернской Конвенции об охране литературных и художественных произведений (статья 14) и существует во многих, но не всех государствах, присоединившихся в Конвенции. В Австрии, Нидерландах и Италии оно было введено после принятия Директивы.
Как следствие, существует тенденция среди продавцов произведений искусства, продавать их в странах без действующего  droit de suite (например, Великобритания), чтобы не платить вознаграждение. Это считается искажением внутреннего рынка (пункты 8-11 преамбулы).

## Применение директивы
Директива  droit de suite относится к продажам авторских работ произведений искусства. Работа должна быть оригинальным произведением искусства или копиями, сделанными в ограниченном количестве самим художником или под его властью, в том числе это «произведения графического или пластического искусства, такие как картины, коллажи, картины, рисунки, гравюры, эстампы, литографии, скульптуры, гобелены, керамика, стеклянная посуда и фотографии» (ст. 2) и раздел защита авторских прав [статья 8(1)]. Продажи должны привлекать профессиональных участников или посредников, в таких местах как торговые залы, художественные галереи [Статья 1(2)]. Директива  droit de suite не распространяется на прямые продажи между частными лицами без участия профессиональных участников арт-рынка, или при продажах физическими лицами государственным музеям (абз. 18 преамбулы). Художник должен быть гражданином государства-члена или другого государства, который имеет  droit de suite.
Вознаграждение автору выплачивает продавец, но государства-члены вправе возложить такую обязанность солидарно на продавца и привлекаемого профессионального участника рынка либо исключительно на последнего.
Директива о праве следования широко применяется в ЕС. Так в 2010 году право следования действовало в отношении 50 % произведений искусства, проданных в Европейском Союзе на аукционах. В США этот показатель в это же время составлял 35 % аукционных продаж, в Швейцарии — 25 %, и в остальном мире — 3 %.
Всего в Евросоюзе в 2010 году было сделано 65 000 аукционных продаж произведений искусства, на которых распространялось право следования их авторов/наследников. 65 % из них составили сделки с произведениями искусств умерших авторов, и 35 % — с произведениями авторов ныне живущих.
45 % произведений ныне живущих авторов было продано по цене до 3 000 Евро, и размер вознаграждения составлял до 150 Евро. 39 % произведений искусства было реализовано по стоимости от 3 000 Евро до 50 000 Евро, с размером вознаграждения авторам до 2 030 Евро.

## Ставки авторских вознаграждений
Государства-члены могут установить минимальную цену продажи, ниже которой droit de suite не будет распространяться: это может быть не более €3000 (статья 3), или €10,000. Это положение действует, если продавец приобрел произведение искусства непосредственно у художника менее чем за три года до его перепродажи.
| Часть чистой цены продажи | Ставка вознаграждения (статья 4) |
| ------------------------- | -------------------------------- |
| <€50,000                  | 4 %                              |
| €50,000 — €200,000        | 3 %                              |
| €200,000 — €350,000       | 1 %                              |
| €350,000 — €500,000       | 0,5 %                            |
| >€500,000                 | 0,25 %                           |

Государства-члены «droit de suite» могут применять ставку 5 % для самой низкой цены перепродажи [статья 4(2)]. Общая сумма вознаграждения не может превышать €12,500: это соответствует чистой продажной цене: €2,000,000 при обычных ставках вознаграждений.

## Бенефициары
Директива о праве следования является неотъемлемым правом художника и не может быть передана, за исключением передачи наследникам при смерти автора, нельзя от нее и отказаться. Государства-члены права, могут передать факультативное или обязательное коллективное управление правом авторским обществам [статья 6(2)].